# Havoise van Bretagne
Havoise van Bretagne ook wel Agnes van Bretagne genoemd (circa 1102 - 1118) was vanaf 1111 gravin van Vlaanderen. Ze behoorde tot het huis Cornouaille.

## Levensloop
Havoise was een dochter van hertog Alan IV van Bretagne en diens echtgenote Ermengarde, dochter van graaf Fulco IV van Anjou.
In 1110 huwde ze met graaf Boudewijn VII van Vlaanderen (1093-1119). Het huwelijk bleef kinderloos en werd enkele jaren later door paus Paschalis II ontbonden op basis van bloedverwantschap. Ook politieke redenen speelden een rol, de internationale situatie was veranderd. Het hertogdom Bretagne had zich aan de zijde van Engeland geschaard, terwijl Vlaanderen aan de zijde van Frankrijk stond. De kans bestond dat Boudewijn VII in het Engelse kamp terecht  kwam en dat moest vermeden worden.